# Lierse S.K.
Koninklijke Lierse Sportkring, Lierse S.K. ali preprosto Lierse je bil belgijski nogometni klub iz Liera. Klub je bil ustanovljen 6. marca 1906 in je nazadnje igral v 2. belgijski nogometni ligi. Lierse je osvojil 4 naslove državnih prvakov in 2 belgijska pokala. Lierse je bil eden izmed 6 belgijskih nogometnih klubov, kateri so nastopili v Ligi prvakov. Lierse je v Ligi prvakov nastopil v sezoni 1997/98, kjer je v svoji skupini končal kot četrti (1 remi, 5 porazov). Drugi večji uspeh pa je nastop v Evropski ligi v sezoni 1971/72. Tu se je omenjal datum 21. september 1971, katerega zvesti navijači Liersa ne bodo nikoli pozabili. 14 dni pred tem dnem, je Lierse igral proti precej bolj močnemu angleškemu klubu, Leeds United, kjer je bil končni izid 0-2 v prid Angležem. Na omenjeni dan pa je Lierse po 90 minutah tekme, na presenečenje vseh, zmagal s 4-0. S tem rezultatom je Lierse izločil takratne nosilce Pokala. Liersov uspeh se je nato še nadaljeval. V drugem krogu je z rezultatom 4-4 in s pravilom golov v gosteh odpravil norveški Rosenborg, v 3. krogu je s 4-1 odpravil nizozemski PSV, šele v četrtfinalu pa ga je premagal italijanski Milan s 3-1.
9. maja 2018 je klub zaradi finančnih prezadolžitev razglasil stečaj.
Lierse je igral na stadionu Herman Vanderpoortenstadion, ki sprejme 15.500 gledalcev. Barvi dresov sta bili črna in rumena.